# Hemionitis palmata
Hemionitis palmata är en kantbräkenväxtart som beskrevs av Carolus Linnaeus. Hemionitis palmata ingår i släktet Hemionitis och familjen Pteridaceae. Inga underarter finns listade.

## Bildgalleri

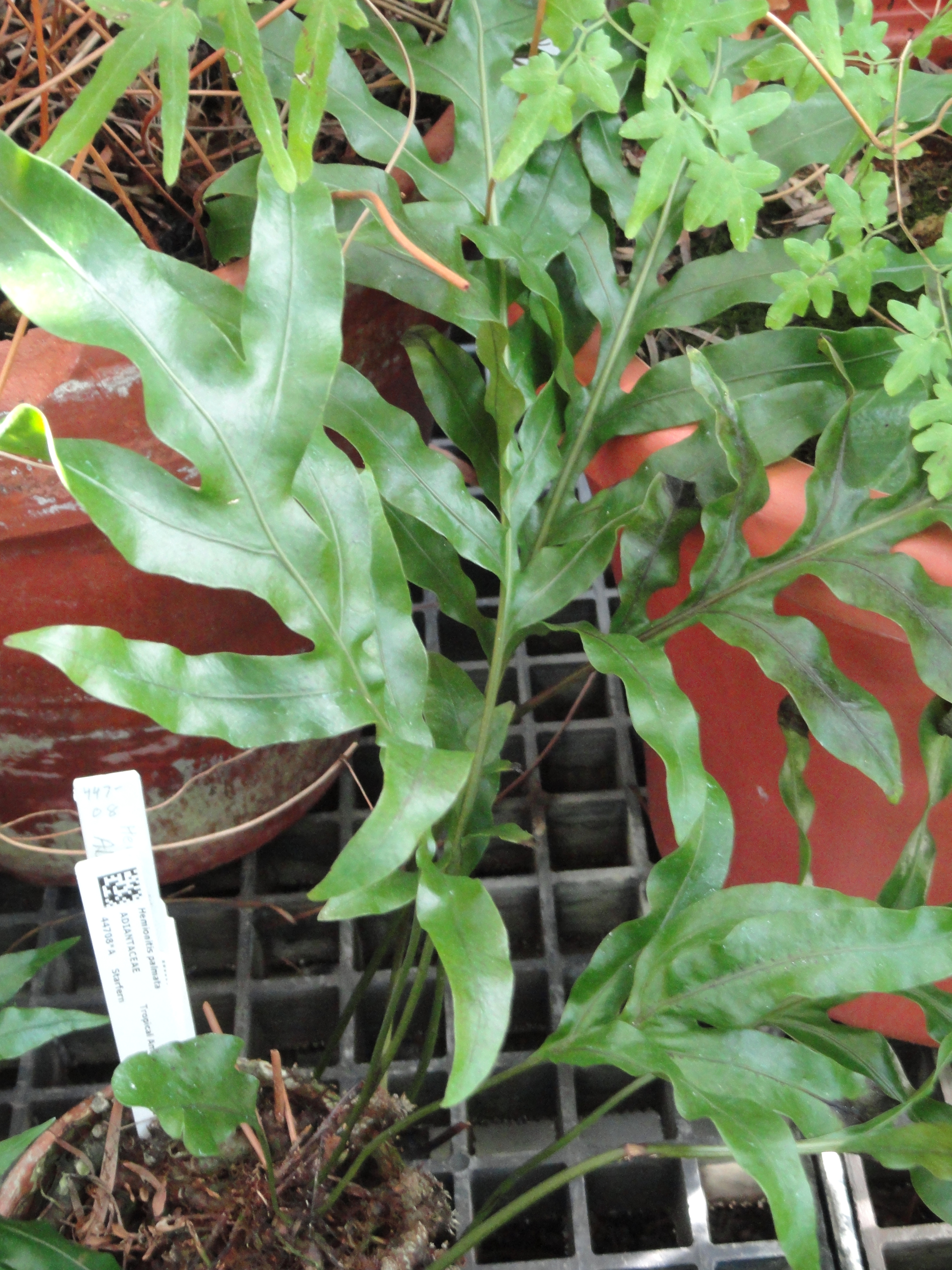
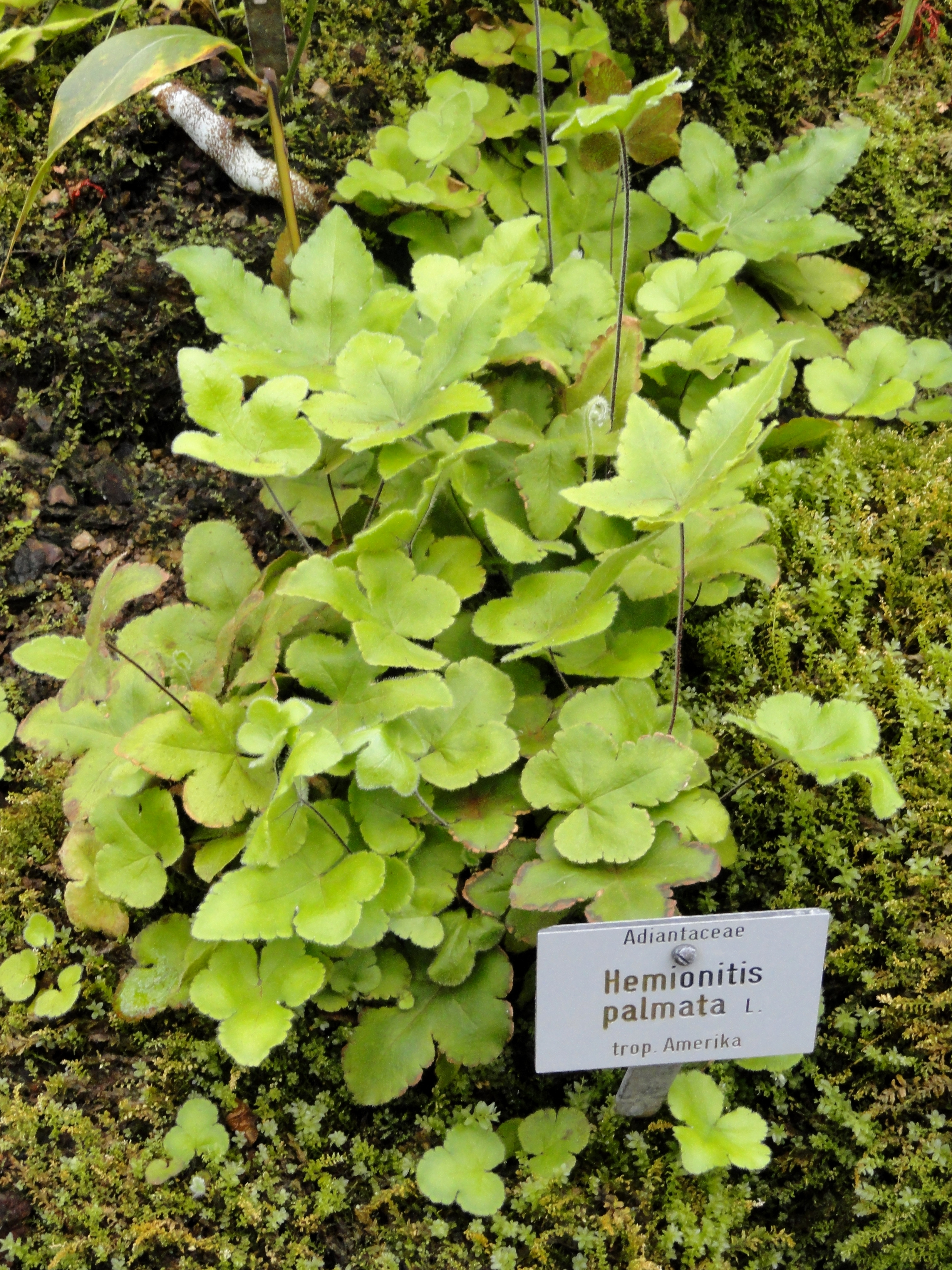